# 로토 다리
로토 다리(이탈리아어: Ponte Rotto)는 과거 아이밀리우스 다리(라틴어: Pons Aemilius, 이탈리아어: Ponte Emilio)라고 불린 이탈리아 로마에 있는 옛 로마 시대의 다리이다. 처음에는 목재로 지어졌지만, 기원전 2세기경에 석재다리로 다시 지었다. 트라스테베레와 보아리움 광장 사이에 테베레강을 연결하는 유일한 다리였고, 중류 지역에 있는 아치 한 개가 오늘날에 남아있는 다리의 전부이며, 이렇게 불안전한 모습에서 이름을 따 로토 다리(Ponte Rotto, 부서진 다리) 라고 부른다.

## 역사

### 고전 시대
다리의 가장 오래된 교각은 아마 기원전 2세기 중반에 아우렐리아 가도가 건설되던 때에 놓였을 것이다. 티투스 리비우스는 기원전 192년에 이 다리와 똑같은 위치에 다리가 존재했었다고 기록을 남겼다. 최초의 석제 다리는 기원전 179년에 감찰관 마르쿠스 풀비우스 노빌리오르가 건설에 착수했으며, 기원전 151년까지 완공을 하지 못했었다. 교각 부분은 이 시기의 초창기에 지어졌지만, 그럼에도 불구하고 아치는 기원전 142년에 지어졌다. 이렇게 로토 다리는 수백년간 있었다가, 아우구스투스 보수와 재건을 했었고, 이후에는 서기 280년에 마르쿠스 아우렐리우스 프로부스 시기에도 보수가 이뤄졌다.

### 중세 시대

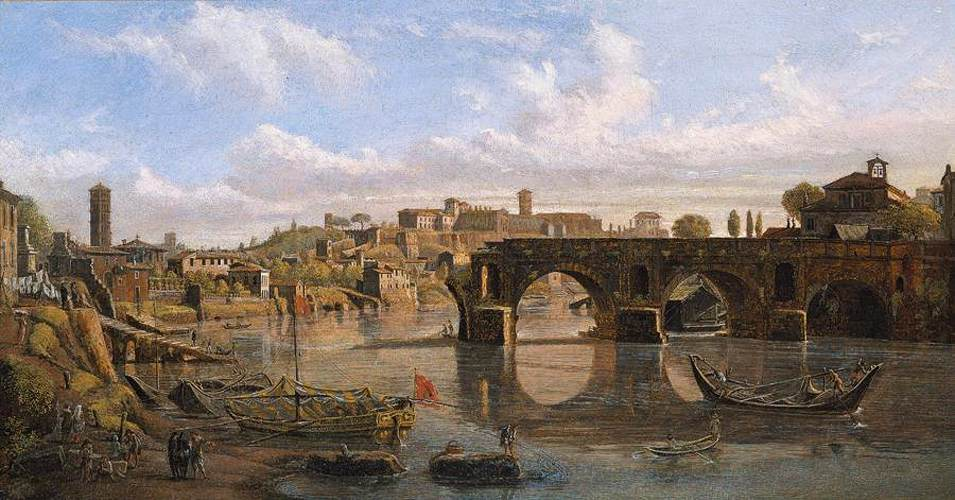
몇 차례의 홍수로 피해를 입은 모습을 보여주는 카스파르 판 비털이 그린 로토 다리(Ponte Rotto, 1690년 작).

로마 제국이 붕괴하고 나서, 로토 다리는 모든 건물에 엄청난 피해를 입힌 홍수들로 인해 손상을 입었다. 최초의 심각한 피해는 1230년에 입었으며, 교황 그레고리오 11세가 재건하였다. 그후 로토 다리는 1557년에 더 심각한 피해를 입었고, 다시 교황 그레고리오 13세 시기에 재건되었으며, 그레고리오 13세가 다리에 남긴 보수에 관한 라틴어 비문은 오늘날까지 남아있다. 마지막으로 1575년과 1598년에 발생한 홍수가 다리의 동쪽 지역을 날려버려, 결론적으로 수 세기 동안 다리로서의 기능은 버려졌다. 그후로 많은 시간 동안 낚시터로서 사용되었다 1853년에 교황 비오 9세가 다리의 남은 부분을 철제로 육지와 연결하였지만, 무거운 금속이 석제 다리의 구조적 안정성을 약화시키고 말았다 남아있는 절반은 1887년에 팔라티노 다리의 공간을 확보하기 위해 무너트렸다

## 참고 서적
- O’Connor, Colin (1993), 《Roman Bridges》, Cambridge University Press, 67f.쪽, ISBN 0-521-39326-4